# Apelles (Gnostiker)
Apelles (altgriechisch Ἀπελλῆς Apellés) war ein gnostischer, christlicher Denker des  2. Jahrhunderts n. Chr. Er war wahrscheinlich Schüler von Marcion, dem er im Zentrum des Imperium Romanums im antiken Rom begegnete.

## Leben und Wirken
Über Apelles stehen Daten vornehmlich über die Gegenschriften zur Verfügung. Apelles wurde wie sein Lehrer durch eine Reihe von Autoren als Häretiker bekämpft: so von Eusebius  (Historia ecclesiastica V 13). Aber auch Tertullian (De praescriptione haereticorum 6. 30. 33f.; Adversus Marcionem III 11. IV 17; De carne Christi 1. 6–8; De anima 23. 36), Pseudo-Tertullian (Libellus adversus omnes haereses 19) und Hippolyt von Rom (Philosophumena VII 38. X 20) schrieben über ihn.
Die Φανερώσεις sollen kein eigenes Werk gewesen sein, sondern Weissagungen oder Offenbarungen einer von ihm verehrten Jungfrau Philumene.
Ihm zugeschrieben wird Συλλογισμοί, ein sehr umfangreiches Werk, das mit scharfsinniger rationaler Kritik die Unglaubwürdigkeit der Bücher Moses nachwies.
Wie Marcion war er ein Dualist und ein Gegner des jüdischen Gesetzes (Halacha, hebräisch הלכה), das er nach Marcions Vorstellung als schöpferisches Ergebnis von einem Demiurgen, (altgriechisch δημιουργός dēmiourgós) herleitete. Darin stand er einer doketistischen Position sehr nahe.
Nach Rudolph (1994) habe der Schüler Marcions seine Lehre wieder stärker auf die zeitgenössische Gnosis hin ausgerichtet. So schrieb er den Seelen eine vorweltliche Existenz beim „guten Gott“ zu und interpretierte den Demiurgen als einen vom gleichen, guten Gott geschaffenen Engel. Hiermit änderte er marcionitische Teilung zwischen einem „bösen Gott“ oder „bekannten Gott“ und einem „guten Gott“, „unbekannten, fremden Gott“ oder dem Gott der Liebe. Als Ursache des Bösen wurde ein abgefallenen Engel verortet, in dem er auch den Gott Jahwe sah. Ein weiterer guter Schöpferengel schuf auf Geheiß Gottes und zu seiner Ehre die materielle Welt. Damit wurde die divinische Teilung ‚Gottes‘ in marcionitischer Prägung aufgegeben.
Mit dieser Position wandte er sich in Rom von der marcionitischen Kirche oder Glaubensinterpretation ab.
Gegen Ende des 2. Jahrhunderts focht er einen Disput mit dem kleinasiatischen Theologen Rhodon aus. Einen Beleg hierfür gab Eusebius. Hier sei es um die Frage der Prinzipien und ihrer Erkenntnis gegangen. Nach Greschat (1999) gehörte die Frage um ‚Gott‘ für Apelles in diesem Gespräch zu der schwierigsten und dunkelsten.
Er soll zeitweise in Alexandria gewesen sein, wo er seine eigenständige Lehre entwickelte. Seine Schrift Φανερώσεις (= Phaneroseis) entstand im Austausch mit der ekstatischen Jungfrau Philumene (zu altgriechisch φιλουμέν philouménē) mit der Appelles in Rom zusammen wirkte. Darüber hinaus ist noch ein umfangreicheres Werk von mindestens 38 Bänden mit dem Titel Συλλογισμοί (=Syllogismen) bekannt.
Seine Anhänger hießen Apelliten (oder auch Apellianer, Apellejaner, Apellionaristen).

## Werke (nicht erhalten)
- Συλλογισμοί (= Syllogismoi); ‚Unrichtigkeit der Bücher Mose‘
- Φανερώσεις (= Phaneroseis); ‚Offenbarungen einer vertrauten Prophetin Philumene‘